# Johann Heinrich Jung
Johann Heinrich Jung (ur. 12 września 1740, zm. 2 kwietnia 1817) zwany również Jung-Stilling – niemiecki pisarz, profesor nauk ekonomicznych.

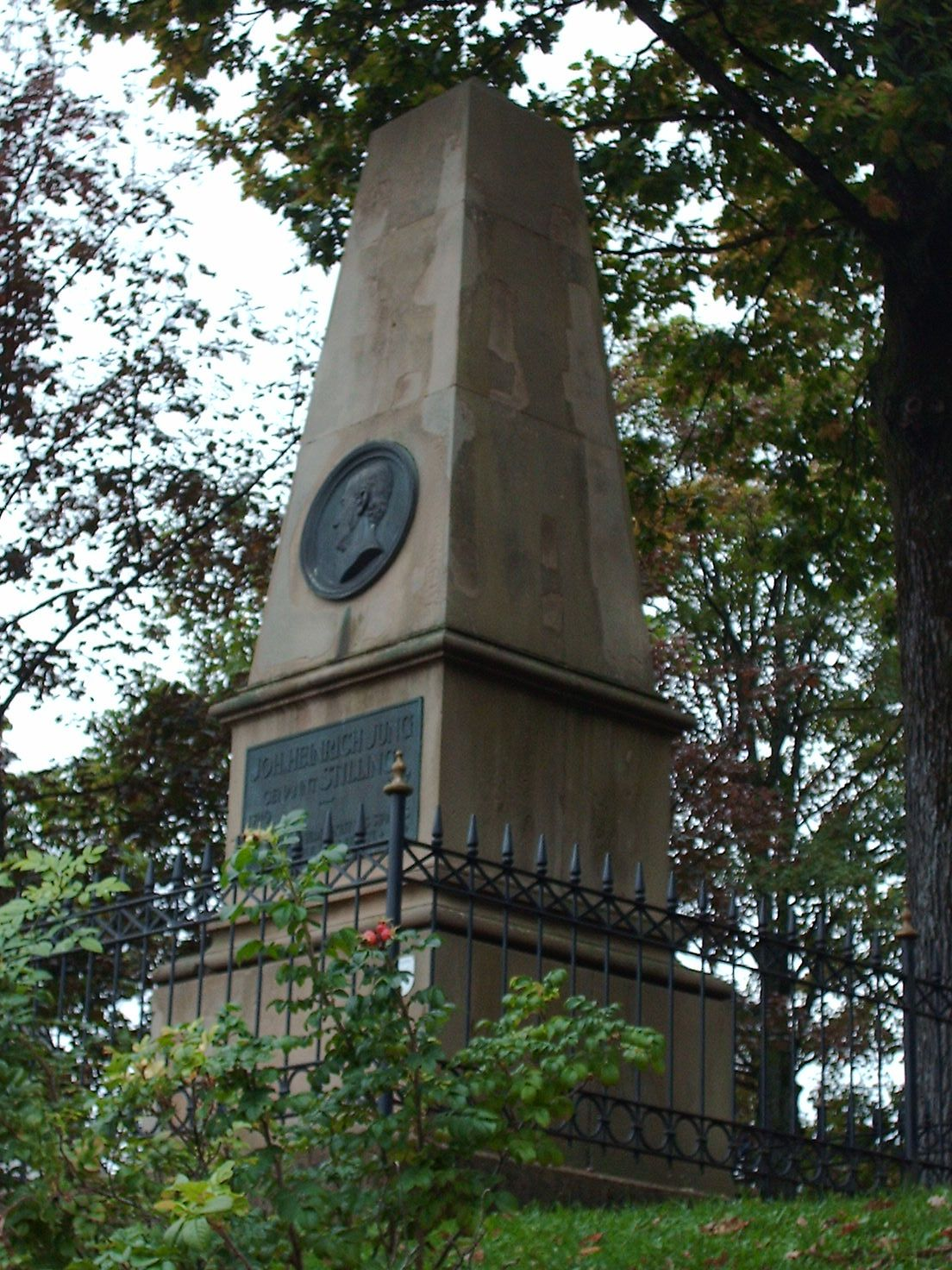
Pomnik Johanna Heinricha Junga w Hilchenbach

## Życiorys
Urodził się we wsi Grund w pobliżu Hilchenbach (Westfalia) w zubożałej w wyniku wojen północnych rodzinie. W 1768 wyjechał do Strasburga, gdzie w dwa lata później w środowisku akademików poznaje i zaprzyjaźnia się z Johannem Wolfgangiem Goethe i Johannem Gottfriedem Herderem, pod których wpływem zaczyna pisać pierwsze utwory.
W 1772 osiada w Elberfeldzie. Pracując jako okulista staje się ekspertem od operacyjnego leczenia zaćmy. W 1778 nominowany do nowo powstającej Kameralschule w Kaiserslautern, w której nadal pracuje, gdy uczelnia zostaje wchłonięta w struktury Uniwersytetu w Heidelbergu.
W 1787 został mianowany profesorem nauk ekonomii, finansów i statystyki na Uniwersytecie w Marburgu. W 1803 rezygnuje z profesury i wraca do Heidelbergu, gdzie pozostaje przez trzy lata.
Następnie, aż do śmierci w 1817 przebywa w Karlsruhe, gdzie otrzymuje książęcą rentę od Karola Fryderyka z Baden. Johann Jung był żonaty trzykrotnie, pozostawił liczną rodzinę.
Kompletne wydanie jego dzieł liczy 14 tomów. Jeszcze w XIX wieku Junga tłumaczono na angielski, francuski i włoski. Obecnie jego twórczość omawiana jest raczej w kontekście Goethego i Herdera.

## Kalendarium[1]
- 1740

12 września przychodzi na świat jako syn Johanna Helmanna Junga (1716-1802).
- 1742

19 kwietnia umiera Johanna Jung z d. Dorothea, matka Johanna juniora. Odtąd wychowywany będzie przez dziadków Köhlera Eberta Junga (1680-1751) i Margaret Jung z d. Helmes (1686-1765).
- 1750

Początek nauki łaciny w gimnazjum w Hilchenbach.
- 1770

W lutym rozpoczyna studia medyczne w Strasburgu, jego nauczycielami są m.in.: Jakub Spielmann (1722-1783) i Jean Frédéric Lobstein (1736-1784). Rozwija pasje literackie, zaprzyjaźnia się z Johannem Wolfgangiem von Goethe (1749-1832) i Johannem Gottfriedem Herderem (1744-1803).
- 1771

17 czerwca zawiera związek małżeński z Krystyną Heyder.
- 1772

1 maja otwiera w Elberfeldzie (obecnie Wuppertal) gabinet lekarski (nie jest wtedy jeszcze okulistą).
- 1773

22 kwietnia uzyskuje w Strasburgu doktorat z nauk medycznych.
26 sierpnia przeprowadza pierwszą operację oka w Wichlinghausen (obecnie Wuppertal)
- 1774

22 lipca tzw. „elberfelderskie spotkanie” Jung pokazuje swoje prace ocenie Goethego.
- 1775-76

Publikuje rozprawy naukowe z zakresu medycyny, drobne formy prozatorskie. Doskonali się w ekonomii, prawie, filozofii.
- 1777

Autobiograficzna powieść Heinrich Stilling Jugend odnosi wydawniczy sukces.
- 1778

Dzięki wszechstronnej erudycji i rozwijanym zainteresowaniom rozpoczyna karierę naukową na stanowisku profesora ekonomii w Kameral Hohen Schule w Kaiserslautern.
- 1779

Publikuje powieść Geschichte des Herrn von Morgenthau.
- 1781

18 października w Kaiserslautern umiera jego żona, z którą miał trójkę dzieci.

Wydaje powieść Die Geschichte Florentis von Fahlendorn.
- 1782

14 sierpnia poślubia Marię Salome von Saint George (1760-1790) Z tego małżeństwa Jungowie mają szóstkę dzieci.

W grudniu dzięki protekcji kawalera La Roche Jung zostaje członkiem Kurpfälzischen deutschen Gesellschaft w Mannheim.
- 1783

Ukazuje się powieść Leben der Theodore von der Linden.
- 1784

Kameral Hohen Schule zostaje wchłonięta w struktury Uniwersytetu w Heidelbergu, Jung nadal jest tam profesorem.

Rozpoczyna pracę nad kolejną autobiograficzną powieścią Theobald oder die Schwarmer.
- 1786

8 listopada przy okazji 400-lecia Uniwersytetu w Heidelbergu odbiera z rąk profesorskiej kapituły doktorat honoris causa.
- 1787

Rodzina Jungów przeprowadza się do Marburga. Uzyskuje nominację profesora na tamtejszym uniwersytecie.
- 1788

Prace nad ekonomią rolnictwa, prekursorskie badania nad reformą agrarną, którym Jung poświęci ponad dziesięć lat życia.
- 1789

Korespondencja z Immanuelem Kantem (1724-1804). Naukowcy w swoich rozważaniach poruszają kwestię rozumu oraz filozofii prawa.
- 1790

23 maja umiera druga żona Junga.

19 listopada żeni się po raz trzeci z Elizabeth Coing (1760-1817). Z tego związku Jungowie mają czwórkę dzieci.
- 1791

Jung ogłasza nowe artykuły z zakresu ekonomii społecznej, aktywnie włącza się w prace badawcze w Towarzystwach Naukowych, pisze listy otwarte w teologicznych polemikach, nadal praktykuje okulistykę zyskując coraz większą sławę.
- 1794

W trakcie Rewolucji francuskiej pisarz ogłasza pierwszą część powieści Das Heimweh.
- 1795

Publikuje kontrowersyjny esej Uber die Revolutionssucht deutscher Weiber.
- 1796

Prace nad kolejnymi częściami powieści rozpoczętej w 1794.
- 1799

Anonimowo ogłasza Die Siegsgeschichte der christlichen Religion in einer gemeinnuzigen Erklarung der Offenbarung Johannis.
- 1803

Publikuje nowe rozważania Der christliche Menschenfreund in Erzahlungen fur Burger und Bauern. Rodzina Jungów przenosi się z powrotem do Heidelbergu.
- 1804

Ukazuje się Heinrich Stillings Lehr-Jahre.
- 1805

Rozpoczyna prace nad Taschenbuch für Freunde des Christenthums poświęcając się coraz częściej głębokim analizom teologii, filozofii i historii.
- 1808-1817

Pisze dzieło Theorie der Geister Kunde, w którym zakłada nową rolę rozumu w społeczeństwie.

Aż do śmierci w 1817 Johann Heinrich Jung ogłasza artykuły z różnych dziedzin nauki. Jego liczna korespondencja z wybitnymi artystami i naukowcami przełomu XVIII i XIX wieku już za życia pisarza sukcesywnie wydawano. Wznowienia i omówienia twórczości Junga nadal cieszą się zainteresowaniem niemieckich środowisk akademickich.

## Wybrane opracowania twórczości Johanna Junga
- Gustav Adolf Benrath (Hrsg.), Johann Heinrich Jung-Stilling: Lebensgeschichte. 1976
- Vollständige Ausgabe, mit Anmerkungen; 3. Auflage 1992.
- Max Geiger: Aufklärung und Erweckung. 1963
- Gerhard Merk: Jung-Stilling-Lexikon Wirtschaft. 1987
- Gerhard Merk: Jung-Stilling. Ein Umriß seines Lebens. 1988
- Otto Wilhelm Hahn: Johann Heinrich Jung-Stilling. 1990 – Biographie
- Gerhard Merk: Jung-Stilling-Lexikon Religion. 1988
- Reidmar Egidi: Jung-Stilling-Lexikon Forsten. 1997
- Gerhard Schwinge, Johann Heinrich Jung-Stilling: Briefe. 2002
- Kurt Mantel und Josef Pacher: Johann Heinrich Jung, genannt Stilling in: Biographien bedeutender hessischer Forstleute.
- Georg-Ludwig-Hartig-Stiftung & J. D. Sauerländer, Wiesbaden und Frankfurt am Main 1990, ISBN 3-7939-0780-5, S. 369–372. (Hier ist der Fehler von Freybe enthalten.)